# Władcy Bułgarii

## Tytulatura
W ciągu ponad tysiąca trzystu lat istnienia państwa bułgarskiego na Bałkanach (od 681 r.) władcy tego państwa posługiwali się kilkoma różnymi tytułami.
Pierwsi władcy tzw. pierwszego państwa bułgarskiego, począwszy od Asparucha aż do Presjana włącznie posługiwali się typowym dla tureckojęzycznych ludów Azji Środkowej tytułem chana.
W związku z przyjęciem chrześcijaństwa przez Borysa, syna i następcę Presjana (połowa IX w.), zmienia się także tytulatura. Choć sam Borys bywa czasem w literaturze historycznej nazywany chanem, określenia tego stosuje się w zasadzie tylko w stosunku do pierwszego okresu jego rządów. Po przyjęciu chrztu, oraz przybraniu chrześcijańskiego imienia Michał, Borys zdobywa dla siebie prawo posługiwania się tytułem książęcym. Tytułu tego używa się także w stosunku do Władimira Rasate oraz częściowo Symeona.
Symeon, początkowo książę Bułgarii, w 924 r. uzyskał dla siebie uznanie w Bizancjum tytułu cara, który nominalnie był równy cesarzowi Bizancjum. Tytułu tego używa się w stosunku do wszystkich następców Symeona na tronie bułgarskim. Wyjątki są nieliczne, należy do nich przede wszystkim Kałojan (1197–1207), który koronowany według obrządku zachodniego przez papieskiego legata posługiwał się tytułem króla. Zwykle jednak w publikacjach i opracowaniach Kałojan, zgodnie z bułgarską terminologią, również nazywany jest carem. Carami są również wszyscy pozostali władcy drugiego państwa bułgarskiego, panujący aż do 1396 r.
Po odzyskaniu przez Bułgarię niepodległości w 1878 r., władzę w kraju, oficjalnie nazywanym Księstwem Bułgarii, objął Aleksander I Battenberg (panował 1879–1886), posługujący się tytułem księcia. Księciem był również jego następca, Ferdynand I Koburg, od początku swych rządów aż do roku 1908, kiedy to oficjalnie proklamowano wskrzeszenie carstwa.
Były premier Bułgarii (w latach 2001–2005) Symeon Sakskoburggotski, będący jako dziecko carem przez trzy lata (1943–1946), nigdy oficjalnie z tego tytułu nie zrezygnował, choć się nim już nie posługuje.
- Zobacz też artykuł Historia Bułgarii w średniowieczu

## Chanat

### DynastiaDulo
| # | Imię     |          | Lata życia | Lata życia | Czas rządów | Czas rządów | Rodzice      |
| # | Imię     | urodzony | zmarł      | od         | do          |             | Rodzice      |
| - | -------- | -------- | ---------- | ---------- | ----------- | ----------- | ------------ |
| 1 | Asparuch |          | ok. 640    | 701        | 681         | 701         | Kubrat ?     |
| 2 | Terweł   |          | ?          | ok. 718    | 701         | ok. 718     | Asparuch ?   |
| 3 | Kormesij |          | ?          | ?          | ok. 718     | 738         | Terweł (?) ? |
| 4 | Sewar    |          | ?          | 753        | 738         | 753         | Kormesij ?   |

### DynastiaUkil
| # | Imię      |          | Lata życia | Lata życia | Czas rządów | Czas rządów | Rodzice |
| # | Imię      | urodzony | zmarł      | od         | do          |             | Rodzice |
| - | --------- | -------- | ---------- | ---------- | ----------- | ----------- | ------- |
| 5 | Kormisosz |          | ?          | 756        | 753         | 756         | ?       |
| 6 | Winech    |          | ?          | 762        | 756         | 762         | ?       |

### DynastiaUgain
| # | Imię  |          | Lata życia | Lata życia | Czas rządów | Czas rządów | Rodzice |
| # | Imię  | urodzony | zmarł      | od         | do          |             | Rodzice |
| - | ----- | -------- | ---------- | ---------- | ----------- | ----------- | ------- |
| 7 | Telec |          | ?          | 765        | 762         | 765         | ?       |

### DynastiaUkil
| #  | Imię    |          | Lata życia | Lata życia | Czas rządów | Czas rządów | Rodzice |
| #  | Imię    | urodzony | zmarł      | od         | do          |             | Rodzice |
| -- | ------- | -------- | ---------- | ---------- | ----------- | ----------- | ------- |
| 8  | Sabin   |          | ?          | ?          | 765         | 765         | ?       |
| 9  | Umar    |          | ?          | ?          | 766         | 766         | ?       |
| 10 | Toktu   |          | ?          | 767        | 766         | 767         | ?       |
| 11 | Pagan   |          | ?          | 768        | 767         | 768         | ?       |
| 12 | Telerig |          | 706        | 777        | 768         | 777         | ?       |
| 13 | Kardam  |          | 735        | ok. 803    | 777         | ok. 803     | ?       |

### Dynastia Kruma
| #  | Imię               |          | Lata życia | Lata życia      | Czas rządów | Czas rządów     | Rodzice              |
| #  | Imię               | urodzony | zmarł      | od              | do          |                 | Rodzice              |
| -- | ------------------ | -------- | ---------- | --------------- | ----------- | --------------- | -------------------- |
| 14 | Krum               |          | ?          | 13 kwietnia 814 | 803         | 13 kwietnia 814 | ?                    |
| 15 | Omurtag            |          | ?          | 831             | 814         | 831             | Krum ?               |
| 16 | Małamir            |          | ?          | 836             | 831         | 836             | Omurtag ?            |
| 17 | Presjan            |          | ?          | 852             | 836         | 852             | Zwinica ?            |
| 18 | Borys I Michał     |          | ?          | 2 maja 907      | 852         | 889             | Presjan ?            |
| 19 | Włodzimierz Rasate |          | ?          | ?               | 889         | 893             | Borys I Michał Maria |
| 20 | Symeon I           |          | ok. 864    | 27 maja 927     | 893         | 913             | Borys I Michał Maria |

## Pierwsze Carstwo Bułgarii

### Dynastia Kruma
| #                                               | Imię              |          | Lata życia | Lata życia      | Czas rządów | Czas rządów | Rodzice                |
| #                                               | Imię              | urodzony | zmarł      | od              | do          |             | Rodzice                |
| ----------------------------------------------- | ----------------- | -------- | ---------- | --------------- | ----------- | ----------- | ---------------------- |
| (20)                                            | Symeon I          |          | ok. 864    | 27 maja 927     | 913         | 27 maja 927 | Borys I Michał Maria   |
| 21                                              | Piotr I           |          | po 912     | 30 stycznia 969 | 927         | 969         | Symeon I ?             |
| 22                                              | Borys II          |          | 931        | 977             | 969         | 971         | Piotr I Maria Lekapena |
| W latach 971–976 Bułgaria włączona do Bizancjum |                   |          |            |                 |             |             |                        |
| 23                                              | Roman (Symeon II) |          | ok. 930    | 997             | 977         | 991 (997)   | Piotr I Maria Lekapena |

### DynastiaKomitopuli
| #                                                 | Imię            |          | Lata życia | Lata życia          | Czas rządów          | Czas rządów         | Rodzice                |
| #                                                 | Imię            | urodzony | zmarł      | od                  | do                   |                     | Rodzice                |
| ------------------------------------------------- | --------------- | -------- | ---------- | ------------------- | -------------------- | ------------------- | ---------------------- |
| 24                                                | Samuel          |          | ?          | 6 października 1014 | 997                  | 6 października 1014 | Mikołaj Ripsymia       |
| 25                                                | Gabriel Radomir |          | po 970     | sierpień 1015       | 15 października 1014 | sierpień 1015       | Samuel Agata Chryzelia |
| 26                                                | Iwan Władysław  |          | ok. 864    | luty 1018           | sierpień 1015        | luty 1018           | Aaron Komitopul ?      |
| 27                                                | Presjan II      |          | 997        | 1061                | 1018                 | 1018                | Iwan Władysław Maria   |
| W latach 1018–1185 Bułgaria włączona do Bizancjum |                 |          |            |                     |                      |                     |                        |

## Samozwańczy carowie Bułgarii
| #  | Imię                         |          | Lata życia | Lata życia | Czas rządów | Czas rządów | Rodzice           |
| #  | Imię                         | urodzony | zmarł      | od         | do          |             | Rodzice           |
| -- | ---------------------------- | -------- | ---------- | ---------- | ----------- | ----------- | ----------------- |
| 28 | Piotr II Delian              |          | po 1008    | 1041       | 1040        | 1041        | Gabriel Radomir ? |
| 29 | Konstantyn Bodin (Piotr III) |          | ?          | 1101       | 1072        | 1072        | Michał I ?        |

## Drugie Carstwo Bułgarii(1185–1396)

### DynastiaAsenowiczów
| #    | Imię              |          | Lata życia | Lata życia          | Czas rządów | Czas rządów         | Rodzice                            |
| #    | Imię              | urodzony | zmarł      | od                  | do          |                     | Rodzice                            |
| ---- | ----------------- | -------- | ---------- | ------------------- | ----------- | ------------------- | ---------------------------------- |
| 30   | Piotr IV Asen     |          | ?          | 1197                | 1185        | 1188                | ?                                  |
| 31   | Asen I            |          | ?          | 1196                | 1188        | 1196                | ?                                  |
| (30) | Piotr IV Asen     |          | ?          | 1197                | 1196        | 1197                | ?                                  |
| 32   | Iwan II Kałojan   |          | ok. 1170   | 8 października 1207 | 1197        | 8 października 1207 | ?                                  |
| 33   | Borił             |          | ?          | po 1218             | 1207        | 1218                | ?                                  |
| 34   | Iwan Asen II      |          | ok. 1190   | 24 czerwca 1241     | 1218        | 24 czerwca 1241     | Asen I Helena                      |
| 35   | Koloman I Asen    |          | 1234       | sierpień 1246       | 1241        | sierpień 1246       | Iwan Asen II Anna Maria            |
| 36   | Michał I Asen     |          | 1238/41    | 1256                | 1246        | 1256                | Iwan Asen II Irena Komnena Dukaina |
| 37   | Koloman II Asen   |          | ?          | 1256                | 1256        | 1256                | Aleksander ?                       |
| 38   | Mico Asen         |          | ?          | ?                   | 1256        | 1257                | ?                                  |
| 39   | Konstantyn I Tich |          | ?          | 1277                | 1257        | 1277                | Tichomir ?                         |
| 40   | Michał II Tich    |          | 1271       | ?                   | 1277        | 1279                | Konstantyn I Tich Maria            |
| 41   | Iwajło            |          | ?          | 1280                | 1277        | 1280                | ?                                  |
| 42   | Iwan Asen III     |          | ok. 1259   | 1303                | 1279        | 1280                | Mico Asen Maria                    |

### DynastiaTerterowiczów
| #  | Imię                    |          | Lata życia | Lata życia | Czas rządów | Czas rządów | Rodzice                                   |
| #  | Imię                    | urodzony | zmarł      | od         | do          |             | Rodzice                                   |
| -- | ----------------------- | -------- | ---------- | ---------- | ----------- | ----------- | ----------------------------------------- |
| 43 | Jerzy I Terter          |          | ?          | po 1301    | 1280        | 1292        | ?                                         |
| 44 | Smilec                  |          | ?          | 1298       | 1292        | 1298        | ?                                         |
| 45 | Iwan IV Smilec          |          | ?          | ok. 1330   | 1298        | 1299        | Smilec Smilcena Paleologina               |
| 46 | Czaka                   |          | ?          | 1300 (?)   | 1299        | 1300        | Nogaj ?                                   |
| 47 | Teodor Swetosław Terter |          | ok. 1270   | 1322       | 1300        | 1321        | Jerzy I Terter Maria Terter               |
| 48 | Jerzy II Terter         |          | ?          | 1323       | 1321        | 1323        | Teodor Swetosław Terter Eufrozyna Tatarka |

### DynastiaSzyszmanowiczów
| #  | Imię                |          | Lata życia | Lata życia     | Czas rządów   | Czas rządów       | Rodzice                       |
| #  | Imię                | urodzony | zmarł      | od             | do            |                   | Rodzice                       |
| -- | ------------------- | -------- | ---------- | -------------- | ------------- | ----------------- | ----------------------------- |
| 49 | Michał III Szyszman |          | ok. 1280   | 23 lipca 1330  | 1323          | 1330              | Szyszman ?                    |
| 50 | Iwan Stefan         |          | 1300/01    | 1373           | sierpień 1330 | styczeń/luty 1331 | Michał III Szyszman Anna Neda |
| 51 | Iwan Aleksander     |          | ?          | 17 lutego 1371 | 1331          | 17 lutego 1371    | Stracimir Keraca Petrica      |

Aby pozbawić syna z pierwszego małżeństwa, Iwana Stracimira, praw do korony Iwan Aleksander nadał mu w 1355 roku władzę w prowincji widyńskiej. W 1363 roku Iwan Aleksander podzielił swe państwo pomiędzy synów: starszy Iwan Stracimir otrzymał ziemię widyńską aż do Iskyru. Iwan Szyszman, ulubieniec ojca, został władcą większej części państwa ze stolicą Tyrnowem. Car rozporządził, że po jego śmierci starszy syn ma podlegać młodszemu. W 1371, po śmierci ojca, Iwan Stracimir ogłosił się carem niezależnego carstwa i zaczął prowadzić własną, niezależną politykę. W 1388 carstwo zostało uzależnione od Imperium Osmańskiego.

#### Carstwo Bułgarskie w Tyrnowie
| #                                         | Imię          |          | Lata życia | Lata życia     | Czas rządów | Czas rządów | Rodzice                      |
| #                                         | Imię          | urodzony | zmarł      | od             | do          |             | Rodzice                      |
| ----------------------------------------- | ------------- | -------- | ---------- | -------------- | ----------- | ----------- | ---------------------------- |
| 52                                        | Iwan Szyszman |          | ok. 1350   | 3 czerwca 1395 | 1371        | 1393        | Iwan Aleksander Sara Teodora |
| Imperium Osmańskie zajmuje Tyrnowo w 1393 |               |          |            |                |             |             |                              |

#### Carstwo Bułgarskie w Widyniu (Carstwo Widyńskie)
| #                                       | Imię               |          | Lata życia | Lata życia       | Czas rządów | Czas rządów | Rodzice                 |
| #                                       | Imię               | urodzony | zmarł      | od               | do          |             | Rodzice                 |
| --------------------------------------- | ------------------ | -------- | ---------- | ---------------- | ----------- | ----------- | ----------------------- |
| 53                                      | Iwan Sracimir      |          | 1324       | 1397             | 1356        | 1396        | Iwan Aleksander Teodora |
| Imperium Osmańskie zajmuje Widyń w 1396 |                    |          |            |                  |             |             |                         |
| 54                                      | Konstantyn II Asen |          | 1369       | 17 września 1422 | 1396 (?)    | 1417 (?)    | Iwan Stracimir Anna     |

## Księstwo Bułgarii(1878–1908)

### DynastiaBattenbergów
| #  | Imię                    |          | Lata życia                                    | Lata życia                           | Czas rządów      | Czas rządów     | Rodzice                |
| #  | Imię                    | urodzony | zmarł                                         | od                                   | do               |                 | Rodzice                |
| -- | ----------------------- | -------- | --------------------------------------------- | ------------------------------------ | ---------------- | --------------- | ---------------------- |
| 55 | Aleksander I Battenberg |          | 5 kwietnia 1857 Werona, Cesarstwo Austriackie | 17 listopada 1893 Graz, Austro-Węgry | 29 kwietnia 1879 | 7 września 1886 | Aleksander Julia Hauke |

### DynastiaKoburska(linia Sachsen-Coburg-Gotha dynastiiWettynów)
| #  | Imię               |          | Lata życia                                   | Lata życia                                         | Czas rządów  | Czas rządów         | Rodzice                            |
| #  | Imię               | urodzony | zmarł                                        | od                                                 | do           |                     | Rodzice                            |
| -- | ------------------ | -------- | -------------------------------------------- | -------------------------------------------------- | ------------ | ------------------- | ---------------------------------- |
| 56 | Ferdynand I Koburg |          | 26 lutego 1861 Wiedeń, Cesarstwo Austriackie | 10 września 1948 Coburg, Aliancka Okupacja Niemiec | 7 lipca 1887 | 5 października 1908 | August Koburg Klementyna Orleańska |

## Trzecie Carstwo Bułgarii(1908–1946)

### DynastiaKoburska(linia Sachsen-Coburg-Gotha dynastiiWettynów)
| #  | Imię               |          | Lata życia                                   | Lata życia                                         | Czas rządów         | Czas rządów         | Rodzice                                         |
| #  | Imię               | urodzony | zmarł                                        | od                                                 | do                  |                     | Rodzice                                         |
| -- | ------------------ | -------- | -------------------------------------------- | -------------------------------------------------- | ------------------- | ------------------- | ----------------------------------------------- |
| 56 | Ferdynand I Koburg |          | 26 lutego 1861 Wiedeń, Cesarstwo Austriackie | 10 września 1948 Coburg, Aliancka Okupacja Niemiec | 5 października 1908 | 3 października 1918 | August Koburg Klementyna Orleańska              |
| 57 | Borys III          |          | 30 stycznia 1894 Sofia, Carstwo Bułgarii     | 28 sierpnia 1943 Sofia, Carstwo Bułgarii           | 3 października 1918 | 28 sierpnia 1943    | Ferdynand I Koburg Maria Luiza Burbon-Parmeńska |
| 58 | Symeon II          |          | 16 czerwca 1937 Sofia, Carstwo Bułgarii      |                                                    | 28 sierpnia 1943    | 15 września 1946    | Borys III Joanna Sabaudzka                      |